# Stegomyia
Stegomyia is een muggengeslacht uit de familie van de steekmuggen (Culicidae).

## Soorten
- S. aegypti (Linnaeus, 1762)
- S. africana Theobald, 1901
- S. agrihanensis (Bohart, 1957)
- S. albopicta (Skuse, 1894) - Aziatische tijgermug
- S. alcasidi (Huang, 1972)
- S. alorensis (Bonne-Wepster & Brug, 1932)
- S. amalthea (de Meillon & Lavoipierre, 1944)
- S. andrewsi (Edwards, 1926)
- S. angusta (Edwards, 1935)
- S. annandalei Theobald, 1910
- S. aobae (Belkin, 1962)
- S. apicoargentea Theobald, 1909
- S. bambusae (Edwards, 1935)
- S. blacklocki (Evans, 1925)
- S. bromeliae Theobald, 1911
- S. burnsi (Basio & Reisen, 1971)
- S. calceata (Edwards, 1924)
- S. contigua (Edwards, 1936)
- S. cooki (Belkin, 1962)
- S. corneti (Huang, 1986)
- S. craggi Barraud, 1923
- S. cretina (Edwards, 1921)
- S. chaussieri (Edwards, 1923)
- S. chemulpoensis (Yamada, 1921)
- S. daitensis (Miyagi & Toma, 1981)
- S. deboeri (Edwards, 1926)
- S. demeilloni (Edwards, 1936)
- S. denderensis (Wolfs, 1949)
- S. dendrophila (Edwards, 1921)
- S. desmotes Giles, 1904
- S. dybasi (Bohart, 1957)
- S. ealaensis (Huang, 2004)
- S. edwardsi Barraud, 1923
- S. ethiopiensis (Huang, 2004)
- S. flavopicta (Yamada, 1921)
- S. fraseri Edwards, 1912
- S. futunae (Belkin, 1962)
- S. galloisi (Yamada, 1921)
- S. galloisioides (Liu & Lu, 1984)
- S. gandaensis (Huang, 2004)
- S. gardnerii Ludlow, 1905
- S. grantii Theobald, 1901
- S. guamensis (Farner & Bohart, 1944)
- S. gurneyi (Stone & Bohart, 1944)
- S. hakanssoni (Knight & Hurlbut, 1949)
- S. hansfordi (Huang, 1997)
- S. hebridea (Edwards, 1926)
- S. heischi (van Someren, 1951)
- S. hensilli (Farner, 1945)
- S. hogsbackensis (Huang, 2004)
- S. hoguei (Belkin, 1962)
- S. horrescens (Edwards, 1935)
- S. josiahae (Huang, 1988)
- S. katherinensis (Woodhill, 1949)
- S. keniensis (van Someren, 1946)
- S. kenyae (van Someren, 1946)
- S. kesseli (Huang & Hitchcock, 1980)
- S. kivuensis (Edwards, 1941)
- S. krombeini (Huang, 1975)
- S. langata (van Someren, 1946)
- S. ledgeri (Huang, 1981)
- S. lilii Theobald, 1910
- S. luteocephala Newstead, 1907
- S. maehleri (Bohart, 1957)
- S. malayensis (Colless, 1962)
- S. malikuli (Huang, 1973)
- S. marshallensis (Stone & Bohart, 1944)
- S. mascarensis (MacGregor, 1924)

- S. masseyi (Edwards, 1923)
- S. mattinglyorum (Huang, 1994)
- S. maxgermaini (Huang, 1990)
- S. mediopunctata Theobald, 1905
- S. metallica Edwards, 1912
- S. mickevichae (Huang, 1988)
- S. mpusiensis (Huang, 2004)
- S. muroafcete (Huang, 1997)
- S. neoafricana (Cornet, Valade & Dieng, 1978)
- S. neogalloisi (Chen & Chen, 2000)
- S. neopandani (Bohart, 1957)
- S. njombiensis (Huang, 1997)
- S. novalbopicta (Barraud, 1931)
- S. opok (Corbet & van Someren, 1962)
- S. palauensis (Bohart, 1957)
- S. pandani (Stone, 1939)
- S. patriciae (Mattingly, 1954)
- S. paullusi (Stone & Farner, 1945)
- S. pernotata (Farner & Bohart, 1944)
- S. perplexa Leicester, 1908
- S. polynesiensis (Marks, 1951)
- S. poweri Theobald, 1905
- S. pseudalbopicta Borel, 1928
- S. pseudoafricana (Chwatt, 1949)
- S. pseudonigeria Theobald, 1910
- S. pseudoscutellaris Theobald, 1910
- S. quasiscutellaris (Farner & Bohart, 1944)
- S. rhungkiangensis (Chang & Chang, 1974)
- S. riversi (Bohart & Ingram, 1946)
- S. robinsoni (Belkin, 1962)
- S. rotana (Bohart & Ingram, 1946)
- S. rotumae (Belkin, 1962)
- S. ruwenzori (Haddow & van Someren, 1950)
- S. saimedres (Huang, 1988)
- S. saipanensis (Stone, 1945)
- S. sampi (Huang, 2004)
- S. scutellaris (Walker, 1858)
- S. scutoscripta (Bohart & Ingram, 1946)
- S. schwetzi (Edwards, 1926)
- S. seampi (Huang, 1974)
- S. seatoi (Huang, 1969)
- S. segermanae (Huang, 1997)
- S. sibirica (Danilov & Filippova, 1978)
- S. simpsoni Theobald, 1905
- S. soleata (Edwards, 1924)
- S. strelitziae (Muspratt, 1950)
- S. subalbopicta (Barraud, 1931)
- S. subargentea (Edwards, 1925)
- S. tabu (Ramalingam & Belkin, 1965)
- S. tongae (Edwards, 1926)
- S. tulagiensis (Edwards, 1926)
- S. unilineata (Theobald, 1906)
- S. upolensis (Marks, 1957)
- S. usambara (Mattingly, 1953)
- S. varuae (Belkin, 1962)
- S. vinsoni (Mattingly, 1953)
- S. w-alba Theobald, 1905
- S. wadai (Tanaka, Mizusawa & Saugstad, 1979)
- S. woodi (Edwards, 1922)